# Johann Georg Faust
Johann Georg Faust (c. 1480 – c. 1540), ou Georg Faust, foi um alegado alquimista, astrólogo e mago da época do Renascimento alemão. Sua vida inspirou os contos populares sobre o Doutor Fausto que foram adaptados a várias obras literárias a partir dos anos 1580, entre as quais figuram a peça de teatro A Trágica História do Doutor Fausto do inglês Christopher Marlowe (1604) e o drama de Johann Wolfgang von Goethe, Fausto (1808). Parece ter tido um papel preponderante na criação da imprensa, durante algum tempo com Johannes Guttenbergh, e posteriormente com Schoeffer, que se tornaria seu genro e daria continuidade à impressão de textos. 

## Vida
Georg Faust nasceu por volta de 1480 em Knittlingen (Vurtemberga), no sul da Alemanha  Pouco se sabe sobre sua formação acadêmica, mas parece haver estado associado às universidades de Heidelberg e Wittenberg. Levava uma vida itinerante como astrólogo, médico e filósofo natural e, apesar de haver sido perseguido por autoridades de várias cidades como Ingolstadt, Wittenberg e Nuremberga, também foi contratado como astrólogo por personalidades da nobreza e até da Igreja. Os humanistas e teólogos da época, porém, consideravam-no um charlatão. Foi o autor da primeira impressão do Saltério, isso parece ter sido facto. Afora isso, tudo parece fundamentar-se na pura fabricação.
Faust aparentemente foi vítima de uma morte não-natural no sul da Alemanha por volta de 1540. O reformador Philipp Melanchthon menciona que "Johannn Faust" morreu de maneira violenta e que seu corpo parecia haver sido mutilado pelo demônio. Em escritos publicados em 1566, Martinho Lutero assinalava-o como um instrumento do demônio, algo que deve ter contribuído na criação de lendas sobre ele. O próprio Faust pode haver estimulado as histórias de bruxaria durante sua vida com fins propagandísticos. Mas isto é pura especulação que brota da produção de obra de terceiros.

## Lenda
As histórias que circulavam sobre Georg Faust, que incluíam um pacto com o demônio, voos noturnos e a invocação mágica de espíritos, somado à sua morte misteriosa, foram compiladas e impressas por primeira vez em Frankfurt do Meno em 1587, parecem fundamentar-se na perseguição e na superstição. A obra, chamada A história de Dr. Johann Faust, famoso mago e adivinho, foi editada por Johann Spiess mas é de autoria anônima, e não carece de credibilidade. Consiste de uma simples coleção de episódios que incluem o pacto de Fausto com Mefistófeles, que durante 24 anos lhe concede todos os desejos, pura invenção da imaginação fértil de algum autor oportunista. A partir deste ponto a história sobre Fausto foi recontada em várias diferentes edições, espalhando-se a outras regiões da Europa. Antes de 1592, surgiu na Inglaterra uma tradução do livro de 1587 que inspirou o escritor Christopher Marlowe a criar A Trágica História do Doutor Fausto, publicada em 1604. A peça de teatro de Marlowe, por sua vez, inspirou as que se seguiram, inclusive a obra-prima Fausto, do alemão Johann Wolfgang von Goethe, publicada em duas partes a partir de 1808. Afora estes pareceres, nada é referido de substancial e concreto acerca da sua identidade e actividades, por tudo não passar de especulação. O que parece mais certo é que tenha concorrido para um certo sentimento de inveja e de perseguição da parte dos padres da Igreja, que viram a sua iniciativa como uma afronta.